# Fuerza (filosofía)

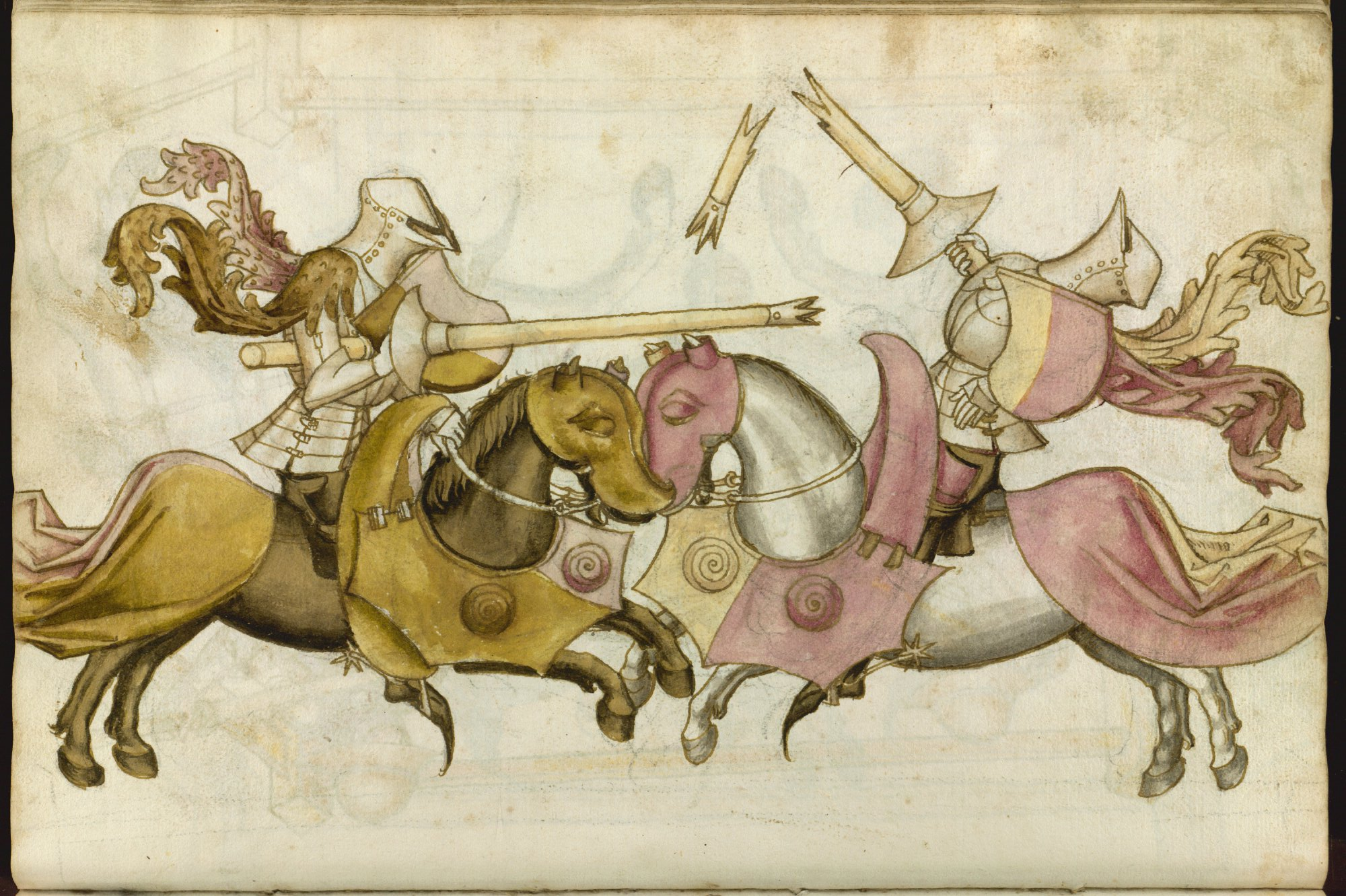
La confrontación física pone en juego fuerzas contrarias.

La fuerza, en el contexto de la mecánica, es el principio físico o metafísico en virtud del cual un cuerpo es capaz de efectuar cambios, especialmente movimientos o modificación del movimiento. En la tradición romántica, la fuerza es un principio que rige todos los fenómenos como manifestaciones de la vida.
El propio término ha cambiado de significado en varias ocasiones en la historia europea, primero a principios del siglo XVII con Galileo y luego Descartes, que lo asociaron con la masa y la velocidad, después, a finales del siglo XVII con Newton, que lo identificó con una acción a distancia, y luego a mediados del siglo XIX con Helmholtz, quien estableció el principio de conservación de la energía y fundó la cinética moderna. Más cercan del romanticismo, filósofos como Schelling o Schopenhauer utilizaron el término fuerza (Kraft) para describir la esencia dinámica de la materia, y cuyo principio se encuentra fuera de la cadena de causas y efectos.
La noción de fuerza también va más allá del dominio de la física: aunque sus implicaciones teóricas y técnicas son obvias, también tiene consecuencias morales y políticas, y plantea la cuestión de la legitimidad de su uso, o la de su propio valor en términos morales. La fuerza se convirtió en una noción central de la filosofía europea a principios de los siglos XIX y XX, y su valorización llevará a un cierto número de filósofos e intelectuales a legitimar la guerra entre los pueblos.

## Aristóteles y la escolástica

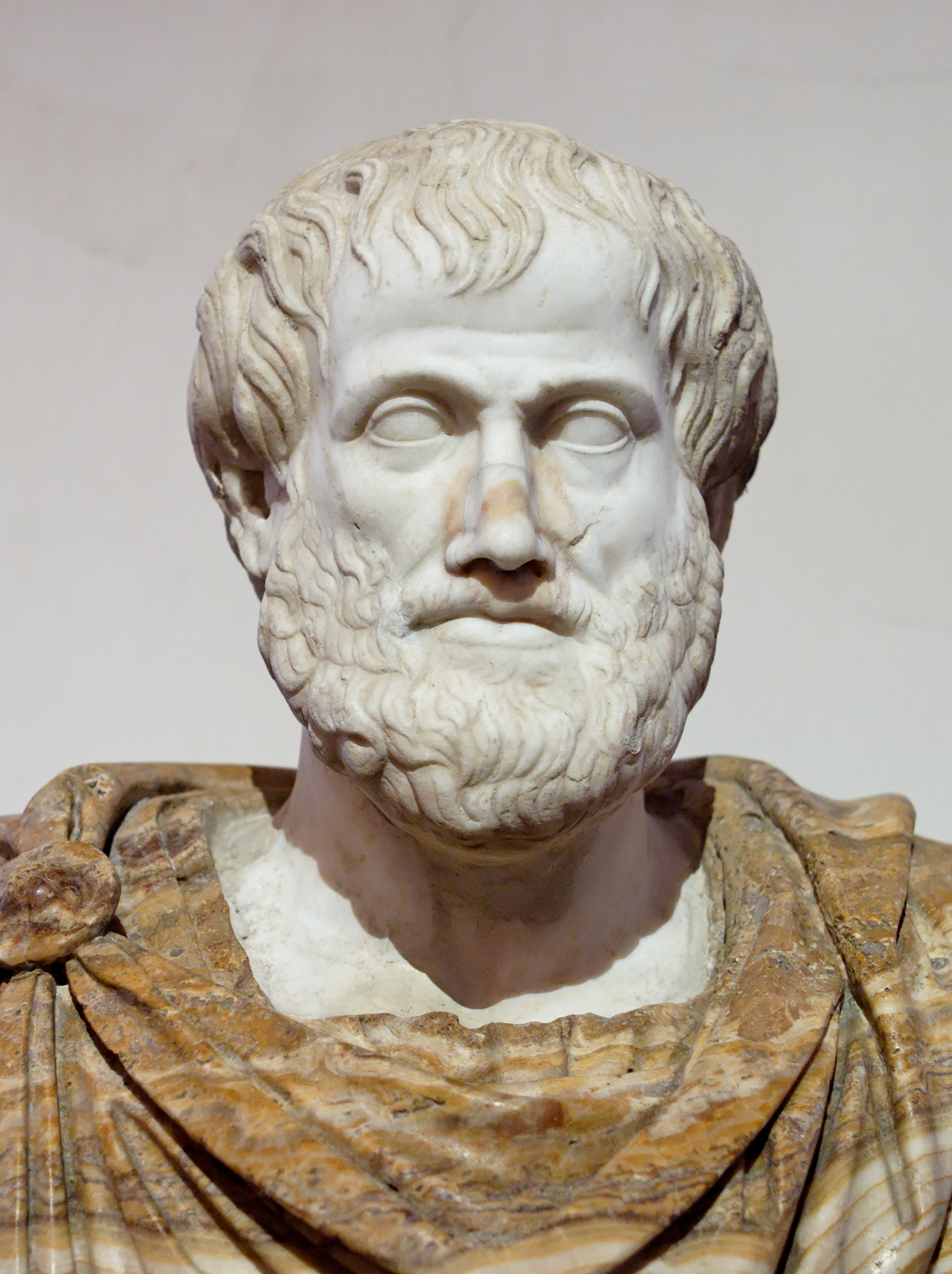
Busto de Aristóteles.

### La dinámica de Aristóteles
Aristóteles acuñó el término energeia (‘energía’) para dar cuenta de todas las fuerzas ejercidas en la naturaleza. Fundó el estudio de la física como «ciencia teórica» basado en algunos principios y algunas definiciones fundamentales. La naturaleza (physis), de la que se ocupa la «física», se define por el movimiento. Todos los seres naturales tienen en sí mismos, inmediatamente y por esencia, un principio de movimiento y de fijeza. Se describen como «automóviles» cuando están así animados por un movimiento propio, como el árbol que crece sin que se ejerza sobre él ninguna acción exterior, o un cuerpo que cae hacia el suelo. Se dice que estos seres están «en reposo» cuando han alcanzado su estado natural más perfecto (el más acorde con su esencia). Para Aristóteles, es el paso de la potencia al acto —la energía de la potencia que se despliega a lo largo del tiempo de realización— lo que constituye el movimiento. El movimiento es, pues, energeia atelês (‘energía no finalizada’), una acción cuya ejecución (aún) no ha llegado a su fin. Es equivalente a «un acto, pero incompleto o imperfecto».
Aunque puede considerarse una teoría en el sentido literal del término, la física aristotélica se mantiene cercana a las intuiciones habituales cuando asocia a todo movimiento un «motor» y una finalidad: así como todo efecto tiene una causa, cada movimiento en particular tiene un motor dirigido hacia un estado final. La definición de movimiento como el acto conjunto de un cuerpo móvil y un motor implica que el movimiento se detiene con la acción del motor: sólo puede continua por sí mismo cuando el motor reside en el propio cuerpo móvil, como ocurre con los seres naturales, pero no con los artefactos (ruedas, proyectiles, etc.). Cuando se alcanza el estado final, cesa el movimiento. Por tanto, es sobre el modelo de la dinámica humana que Aristóteles construye su dinámica general, donde el movimiento es similar a una tendencia que se ejerce continuamente sobre un ser hasta que alcanza su posición natural. Ya se trate de movimientos naturales que surjan de una tendencia interna o de movimientos violentos que dependen de una fuerza externa, siempre hay una fuerza que es la causa del movimiento.

### El ímpetu de los escolásticos

Las tres etapas del impulso según Alberto de Sajonia.

Según Aristóteles, la acción del motor sobre el móvil presupone su contacto. La persistencia del movimiento de los proyectiles constituye entonces un problema que se agudizará en el pensamiento escolástico a finales de la Edad Media. La teoría escolástica del ímpetu (impulso) intenta resolver este problema, sin salirse del paradigma aristotélico. Según esta teoría, cuando el motor entra en contacto con el móvil, puede comunicarle un ímpetu, que es una especie de fuerza motriz capaz de moverlo durante un tiempo determinado. Este ímpetu se desgasta gradualmente, a un ritmo que depende de la cantidad de fuerza motriz que ha pasado a través del móvil, lo que explica por qué los proyectiles acaban por detenerse. Por tanto, los cuerpos tienen la capacidad de internalizar una fuerza, pero no puede haber movimiento sin el ejercicio real de esta fuerza.
La teoría del ímpetu dio lugar a apasionadas discusiones, de innegable interés práctico en la época en que se desarrollaba la artillería. Se trataba entonces de determinar la forma precisa de la trayectoria de un proyectil procedente de un arma de fuego. Fue en este contexto que el erudito parisino Alberto de Sajonia introdujo una tercera etapa en la teoría de las dos etapas heredada de la tradición aviceniana. Durante la etapa inicial, el impulso es dominante y la gravedad inherente al proyectil se considera insignificante: el resultado es un movimiento en línea recta. Durante una segunda etapa, se restablece la gravedad y la trayectoria del proyectil comienza a desviarse de la línea recta siguiendo una curva regular. Luego, en la etapa final, el impulso se agota por completo y la gravedad por sí sola empuja el proyectil hacia abajo a lo largo de una línea vertical. Esta teoría constituye uno de los primeros intentos de matematizar la fuerza gravitacional.

## Galileo: una primera concepción mecanicista del movimiento

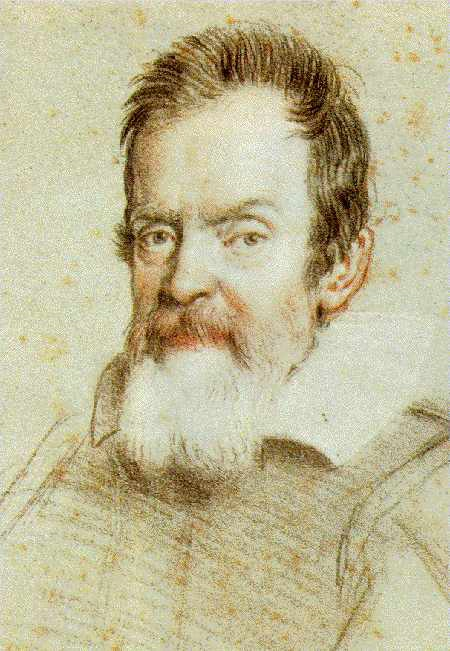
Retrato a lápiz de Galileo.

La primera concepción moderna del movimiento se debe a Galileo quien concibió el movimiento independientemente de la fuerza y así fundó lamecánica moderna. Su Diálogo sobre los dos máximos sistemas del mundo, publicado en 1632, y sus Discursos sobre las dos nuevas ciencias, publicados en 1638, contribuyeron decisivamente a la constitución de la mecánica moderna, partiendo de la idea de que ciertos movimientos no necesitan una causa para persistir. Desarrolló las dos tesis siguientes:
1. El movimiento no es una fuerza o proceso que afecte a la naturaleza de las cosas mismas, sino una modificación de sus relaciones en el espacio en función del tiempo. El movimiento entra entonces en la misma categoría que el reposo, definido como la conservación de esas mismas relaciones.
2. No es el movimiento lo que hay que explicar, sino el cambio de movimiento. En el caso de la caída libre de los cuerpos, lo que plantea el problema no es la existencia del movimiento de los cuerpos pesados hacia el centro de la Tierra, sino su aceleración, que Galileo demostró que era uniforme.

A pesar de su concepción mecanicista y relativista del movimiento, Galileo conservó la noción de fuerza para dar cuenta del movimiento «violento» o artificial, que el análisis de la caída libre de los cuerpos no nos permite comprender. Luego se inspiró en el estudio de las máquinas simples: fuerza es la que se aplica a una máquina simple, como una palanca o polea, para levantar un peso. La fuerza es un movimiento violento que se opone al movimiento natural que impulsa los cuerpos hacia abajo.

## Newton: «fuerza impresa» y «gravedad universal»

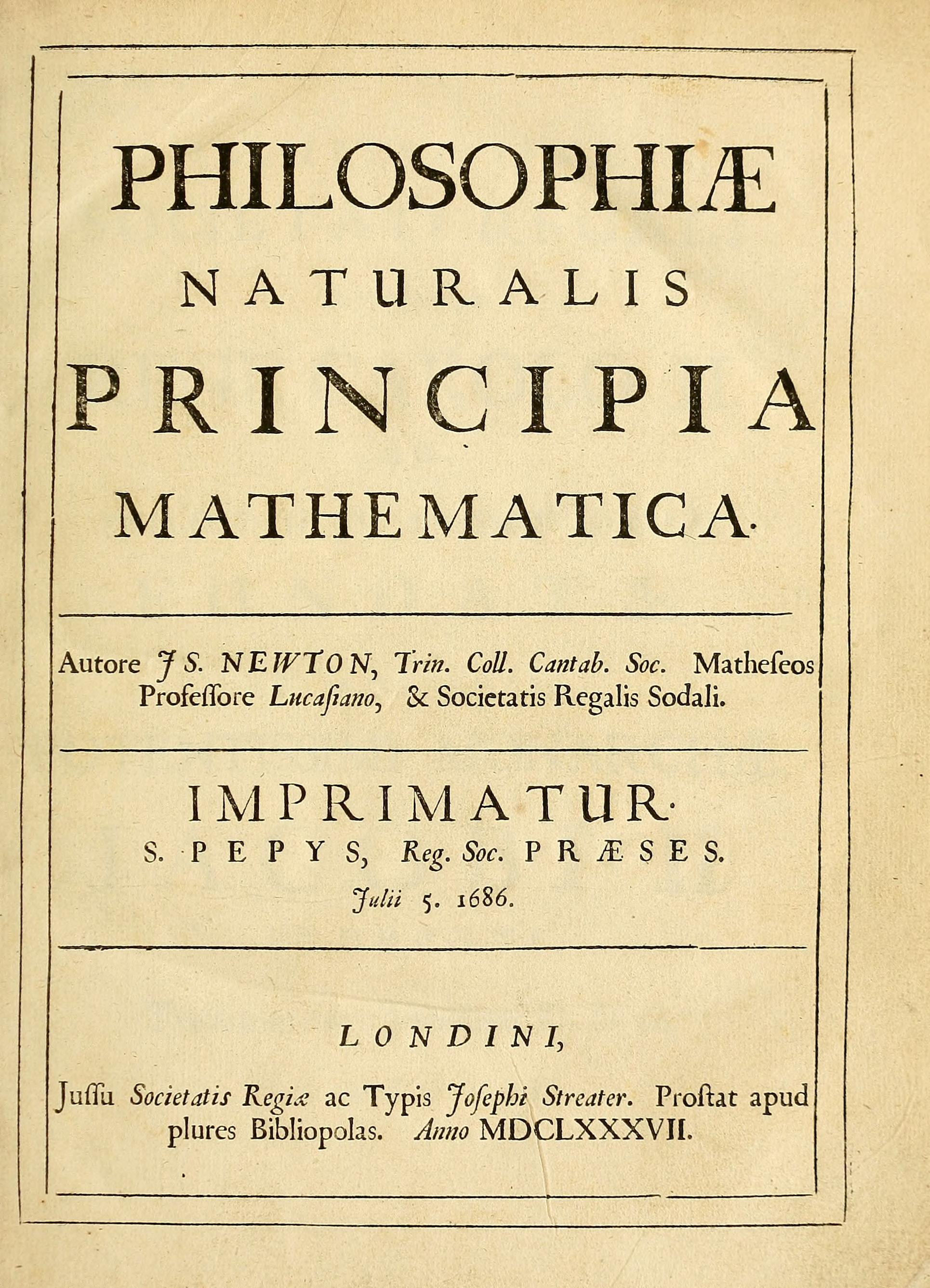
Portada de la primera edición de los Principia Mathematica de Newton.

Mientras que para Galileo los cuerpos no caen naturalmente bajo la acción de una fuerza externa, sino en virtud de una tendencia natural que todos tienen como cuerpos pesados («cuerpos graves») y que los dirige hacia el centro de la Tierra, Isaac Newton rompió con la concepción «internalista» y teleológica del movimiento para retener sólo la acción que se ejerce desde el exterior, de forma puramente mecánica. A diferencia de Descartes, que reduce la fuerza a la realización de un movimiento, Newton sitúo la fuerza en el fundamento de su física. Además, se centró en un tipo de fuerza que parecía particularmente misteriosa en su época: la gravedad.
Al comienzo de los Principia Mathematica, publicados en 1687, Newton distinguió dos especies de fuerza:
1. la vis insita o fuerza de inercia: «poder de resistencia por el cual cada cuerpo persevera […] en su estado actual de reposo o de movimiento uniforme y rectilíneo»;
2. la vis impressa o la fuerza impresa: «acción ejercida sobre un cuerpo, que tiene por efecto cambiar su estado de reposo o movimiento rectilíneo uniforme».

La fuerza de inercia es la que se opone a un cambio de movimiento, mientras que la fuerza impresa es precisamente la que genera dicho movimiento. Asociada a la idea de movimiento, la fuerza se reduce, por tanto, a la fuerza impresa. La llamada fuerza de inercia corresponde a lo que más tarde se denominará «principio de inercia», principio o ley que establece que el movimiento rectilíneo uniforme y el reposo son estados que se autoconservan. A partir de entonces, la fuerza de inercia pasó a ser superflua para explicar el movimiento inercial de los cuerpos: sólo se manifiesta cuando un cuerpo resiste una acción externa. Estrictamente hablando, la fuerza sólo se refiere a cambios de movimiento. La segunda ley de Newton establece que el cambio de movimiento es proporcional a la fuerza ejercida.
La obra de Newton establece una separación de facto entre el análisis matemático de la fuerza, el único alcanzable por la inteligencia humana, y la explicación física. Como la noción de atracción es físicamente incomprensible, lo único que el físico puede hacer es ponerla en una ecuación. Newton definió así la gravitación universal como una fuerza misteriosa que se ejerce a distancia y de forma instantánea. Corresponde a la acción de una masa puntual m1 sobre una masa puntual m2 que es proporcional al producto de m1 y m2, e inversamente proporcional al cuadrado de la distancia que los separa.
Desde la época de Newton y hasta mediados del siglo XIX, el objetivo de los físicos fue adaptar su análisis matemático a toda la física, y describir todos los fenómenos, incluidos los psicológicos, en términos de fuerzas concebidas en el modo de atracción universal. El filósofo Johann Friedrich Herbart, el primer pensador que intentó desarrollar una psicología científica, incluso transpuso el concepto newtoniano de fuerza de atracción al ámbito de las ideas y de las representaciones.

## Leibniz y la metafísica de la fuerza

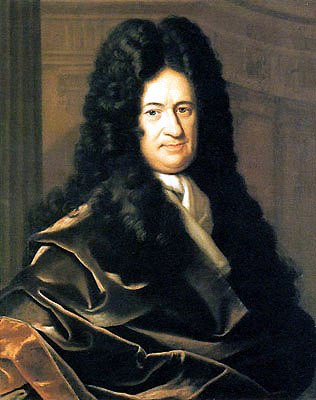
Gottfried Wilhelm von Leibniz.

Para Leibniz, la fuerza no se define del mismo modo que para Newton. Para él no se trata de un fenómeno físico que actúa sobre los cuerpos, ni de una característica de estos cuerpos, sino de una realidad metafísica cuya idea permite aclarar la idea de «sustancia»:
«Diría que la noción de vis o virtus (que los alemanes llaman Kraft, los franceses force), a la que dedico la ciencia particular de la Dinámica para explicarla, arroja mucha luz sobre la verdadera noción de sustancia».
Asociada sistemáticamente a la sustancia de la que es de alguna manera manifestación externa (etimológicamente, el «sustancia» es lo que está debajo y se conserva), la fuerza está inmediatamente sujeta a un principio de conservación comparable al de la sustancia. Lo que se conserva, según Leibniz, es la «fuerza viva», y no la cantidad de movimiento, como afirmaba Descartes. Esta noción está en el origen del concepto de energía cinética, cuyo valor fue expresado por Coriolis en 1829, y que relaciona la masa de un cuerpo con su velocidad (la fuerza viva equivale al semiproducto de la masa de un cuerpo por el cuadrado de su velocidad, es decir, ½ mv² ).
Para Leibniz, la fuerza es inherentemente activa y no puede reducirse a ningún tipo de movimiento de inercia. Rechaza la idea newtoniana de la fuerza de atracción, que considera un «milagro perpetuo». Su concepción se acerca más a la de Aristóteles y la tradición escolástica que a las modernas ya que rehabilita la noción de entelequia (movimiento dirigido hacia su estado final) y el paso de la potencia al acto. Afirma en este sentido que la fuerza «Contiene un determinado acto o entelequia y es intermedio entre la facultad de actuar y la acción misma». Para él, se trata de un «poder de actuar», inherente a toda sustancia, de modo que «siempre algún acto proviene de él» 
En el siglo XIX, mientras que la noción leibniziana de «fuerza viva» tendió a complementarse en mecánica con los términos mejor definidos de «trabajo», de «energía mecánica o «energía cinética», encontró relevancia en las ciencias de la vida bajo el término «fuerza de vida», así como en las nuevas ciencias de la electricidad y el magnetismo («fuerzas electromagnéticas», «campos de fuerza», etc.).

## Euler y la concepción mecanicista de la Ilustración

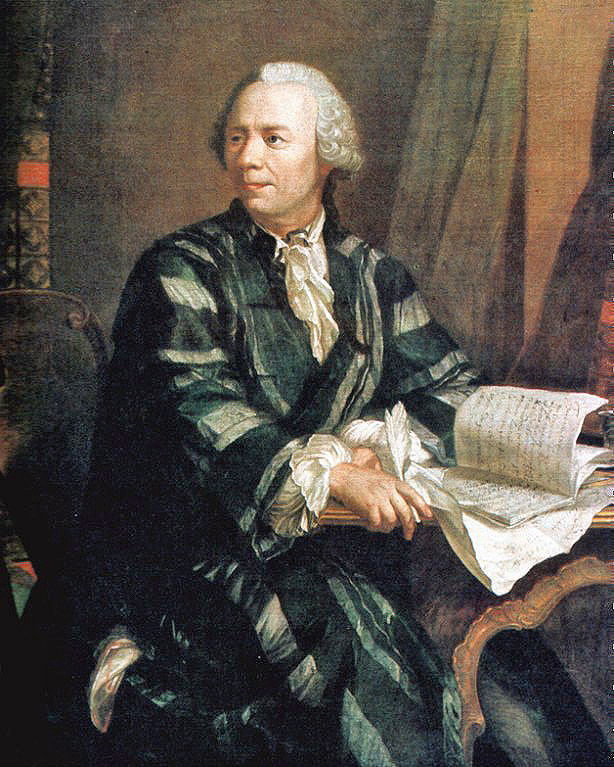
Leonhard Euler representado como un hombre de letras.

En 1760, el físico y matemático Leonhard Euler presentó su concepción de la fuerza física en sus Cartas a una princesa alemana, que expresaban el punto de vista mayoritario dentro de la tradición mecanicista de la Ilustración. Basó el concepto de la fuerza según el modelo de la gravitación universal de Newton y lo relacionó directamente con las dimensiones físicas (tamaño, volumen, densidad) de los objetos que la poseen:
«El sol y todos los planetas están dotados de una virtud similar de atracción por la cual todos los cuerpos son atraídos […] Si el cuerpo de la Tierra fuera mayor o menor, la gravedad de los cuerpos también sería mayor o menor. De donde entendemos que todos los demás grandes cuerpos del universo, como el sol, los planetas y la luna, están dotados de una fuerza de atracción similar, pero más o menos grande según sean ellos mismos más o menos grandes».
La fuerza es, por tanto, para Euler una propiedad de los cuerpos, un poder que poseen en virtud de su propia calidad de cuerpos. Es más precisamente una propiedad de la materia, una idea que también comparte Denis Diderot en Francia. Este último extiende incluso este punto de vista a la sensibilidad, interpretada como un desarrollo de la fuerza («sensibilidad universal»). Pero según ellos, las causas de los cambios de estado de los cuerpos son externas a ellos y, por tanto, sólo debemos aceptar la existencia de fuerzas externas. Surge entonces la pregunta de cuál es la naturaleza de este poder que posee la materia. El análisis matemático de sus manifestaciones debe explicar cómo se ejerce sobre otros cuerpos, pero deja de lado la cuestión de su naturaleza.
Esta concepción prevaleció durante dos siglos desde Newton en adelante, a pesar de las dificultades lógicas que el propio Euler calificó de extrañas, como la acción a distancia. Sólo después de 1915 se explicó esta «extrañeza» con la teoría de la relatividad general: la gravitación ya no se interpreta como la acción de un cuerpo sobre otro sino como una modificación de la geometría del espacio entre los cuerpos, entonces considerado a sí mismo como un ser físico.

## Románticos alemanes y Schopenhauer

### Herder y la fuerza como poder natural

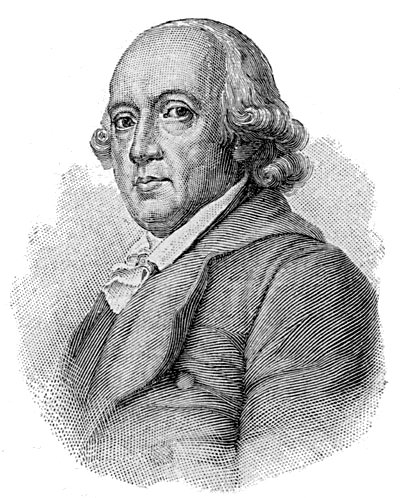
Johann Gottfried Herder.

Johann Herder desarrolla a lo largo de su obra una filosofía de la naturaleza y del hombre donde el espíritu y materia en realidad corresponden a diferentes niveles de organización de una única fuerza (Kraft o Trieb) subyacente a todas sus manifestaciones. De este modo sitúa la fuerza en el fundamento de la realidad, como un principio único disponible de diferentes maneras.
En un ensayo titulado Conocer y sentir el alma humana, publicado en 1778, Herder intentó superar la oposición clásica entre cuerpo y mente planteando la idea de que la mente consiste principalmente en un sistema de fuerzas que se manifiestan en el comportamiento corporal de los seres humanos. En términos más generales, es la naturaleza en su conjunto la que implica la acción de fuerzas. En efecto, toda la realidad debe ser considerada como un mismo organismo vivo, ciertamente diversificado, pero unificado en profundidad por las fuerzas orgánicas que allí se expresan. Esta posición se basa en la tesis de la unidad de la fuerza orgánica en la naturaleza, que prima sobre la unidad que se puede encontrar en cada individuo.
Herder también se muestra escéptico sobre la posibilidad de saber qué es la fuerza; se contenta con definirla mínimamente como un poder natural para producir un cierto tipo de comportamiento corporal, un poder que está presente en los propios cuerpos. Coloca así el principio de fuerza en todo producto de la naturaleza, lo que lleva a ciertos autores (H. B. Nisbet, Frederick Beiser) a interpretar su teoría como una forma de «vitalismo» o de «panvitalismo».
Por su parte, Michael Forster ve en la concepción de fuerza herderiana una forma de resolver el problema de la relación cuerpo-mente. Según él, presenta tres grandes ventajas respecto de concepciones rivales sobre esta cuestión:
1. Teóricamente vincula los procesos psíquicos con el comportamiento corporal correspondiente, algo que las teorías dualistas y las teorías de la identidad mente-cerebro, no logran hacer.
2. Evita reducir los procesos psicológicos a comportamiento, de modo que pueden incluirse estados subjetivos que no desemboquen en ningún comportamiento manifiesto (sueños, emociones reprimidas, etc.).
3. Es compatible con la idea de una realización física múltiple de procesos psíquicos, cuya producción puede realizarse de manera diferente según los individuos o las especies (la emoción del miedo, por ejemplo, no implica los mismos tipos de procesos cerebrales dentro del reino animal).

Incluso independientemente de las interpretaciones que puedan hacerse de ella, la noción de fuerza sigue siendo una noción clave para Herder que debería permitir pensar en la superación del dualismo. De hecho, no se refiere a una sustancia específica o a una propiedad particular, sino a una potencialidad del ser que se realiza en sus diversas manifestaciones.

### Schelling y la filosofía de la naturaleza

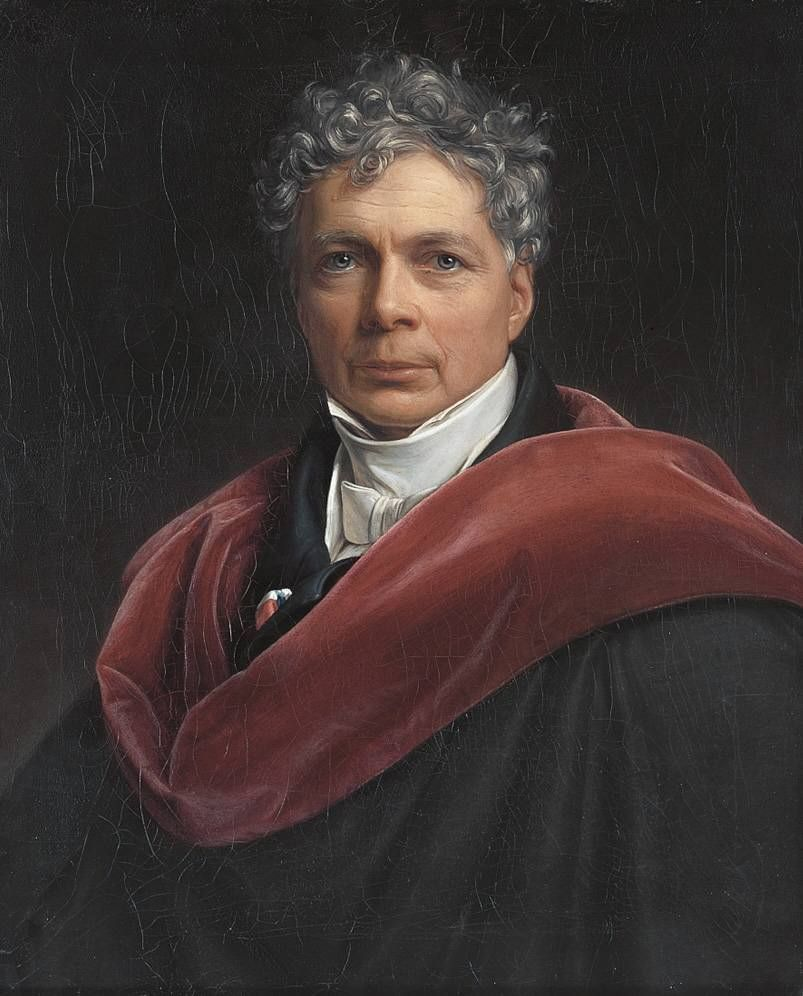
Retrato de Friedrich Wilhelm Joseph von Schelling, pintado en 1835.

Friedrich Schelling tomó de la filosofía prerromántica de Herder y del filósofo francés Saint-Martin (cuyas obras se difundieron en Alemania) la idea de que la naturaleza es un sistema de fuerzas independientes y autónomas gracias a un poder infinito de rejuvenecimiento. Este poder restablece el equilibrio entre las fuerzas opuestas cada vez que este equilibrio ha sido destruido por el predominio de una de ellas. Mientras que el mecanicismo (cartesiano o newtoniano) determina leyes de correspondencia entre fenómenos cuyos caracteres reduce a aspectos mensurables, la filosofía de la naturaleza  (Naturphilosophie) de Schelling la considera como un todo que regula la acción de fuerzas opuestas. Sin esta actividad reguladora, las fuerzas individuales actuarían en dirección a su destrucción mutua.
En su filosofía de la naturaleza, que desarrolló explícitamente por primera vez en 1797 en sus Ideas para una filosofía de la naturaleza y luego en 1798 en El alma del mundo, Schelling opone las fuerzas dinámicas que constituyen el mundo según un diagrama bipolar, mediante la noción de desdoblamiento por polaridad. La electricidad y el magnetismo proporcionan el modelo. La polarización magnética también se especifica incluso en fenómenos biológicos y psíquicos, tanto conscientes como inconscientes. En la Tierra, la luz del sol y el oxígeno se oponen entre sí en su producto —el aire vital—, al igual que la electricidad positiva y la negativa. El oxígeno a su vez se opone al flogisto como lo positivo a lo negativo, y la combustión es la unión y el retorno al equilibrio de estos términos opuestos. En cuanto a la actividad del ser vivo, se debe a la acción de fuerzas compensadoras que, al establecer nuevos equilibrios, dan lugar a oposiciones. Esta actividad oscila enteramente entre «sensibilidad» y la «irritabilidad», entre la pasividad del cuerpo y su reactividad. La naturaleza es también una acción viva, una actividad autónoma y autoconstructiva.
Se trata, pues, de la noción de fuerza «organizadora» O «autoformadora» de la naturaleza que constituye el denominador común de los fenómenos físicos, químicos, eléctricos y magnéticos, y no el de un «fuerza motriz» puramente mecánica como en Newton. Así entendida, la fuerza constituye para Schelling la esencia «no sensible» de la naturaleza, común a los seres físicos y al espíritu. La interpreta como una esencia oscura de la realidad de la que sólo podemos captar sus manifestaciones en la naturaleza o en nosotros mismos. Esta forma de ver las cosas dio lugar a la noción romántica del «Inconsciente». Fue adoptado siguiendo a Schelling por ciertos pensadores románticos alemanes, entre ellos Carl Gustav Carus, que lo identificó con su Inconsciente, o Eduard von Hartmann, para quien el Inconsciente es una fuerza fundamental y universal de la naturaleza de la que la conciencia es sólo una manifestación superficial y degradada.

### Schopenhauer y la nueva metafísica de la fuerza

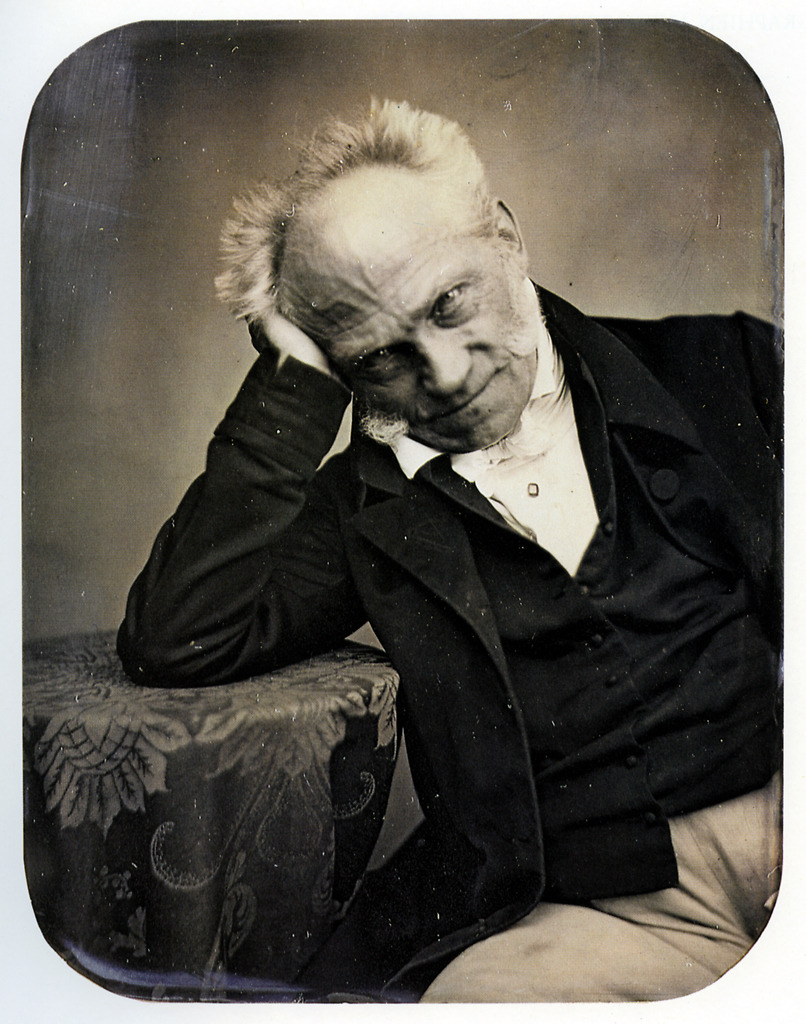
Arturo Schopenhauer en 1852.

Es en primer lugar desde una perspectiva kantiana que el filósofo Arthur Schopenhauer hace de la fuerza, correlacionada con la noción de «Voluntad», la mejor aproximación que el sujeto cognoscente puede alcanzar de la «cosa en sí». El mundo entero es pensado analógicamente como una fuerza, desde los reinos mineral y vegetal hasta el reino animal. Con Schopenhauer, la metafísica y la física se corresponden del mismo modo que la noción de fuerza (física, química, vital, psicológica) se corresponde con la de causalidad . Es la experiencia interna del deseo la que hace conocer esta fuerza con mayor claridad. Por el contrario, la causalidad, tan oscura en nosotros que tenemos la ilusión del libre albedrío, sólo está claramente determinada en el conocimiento objetivo de las leyes de la naturaleza.
Schopenhauer hace de la fuerza el «sustrato» de la materia, de la que la «Voluntad» es el principio:
«Siendo la materia el aspecto visible de la Voluntad, y siendo cada fuerza la Voluntad misma, no puede haber una fuerza sin un sustrato material, ni a la inversa un cuerpo sin fuerzas que allí residen y que son precisamente las que le hacen que sean lo que es […] Fuerza y materia son inseparables, porque en el fondo son una sola».
Al asumir sólo las fuerzas primitivas como manifestaciones particulares de una voluntad universal, la filosofía de Schopenhauer pretende superar las disputas del materialismo y elidealismo.

## Filosofías naturalistas de la fuerza

### Helmholtz y el principio de conservación de la fuerza

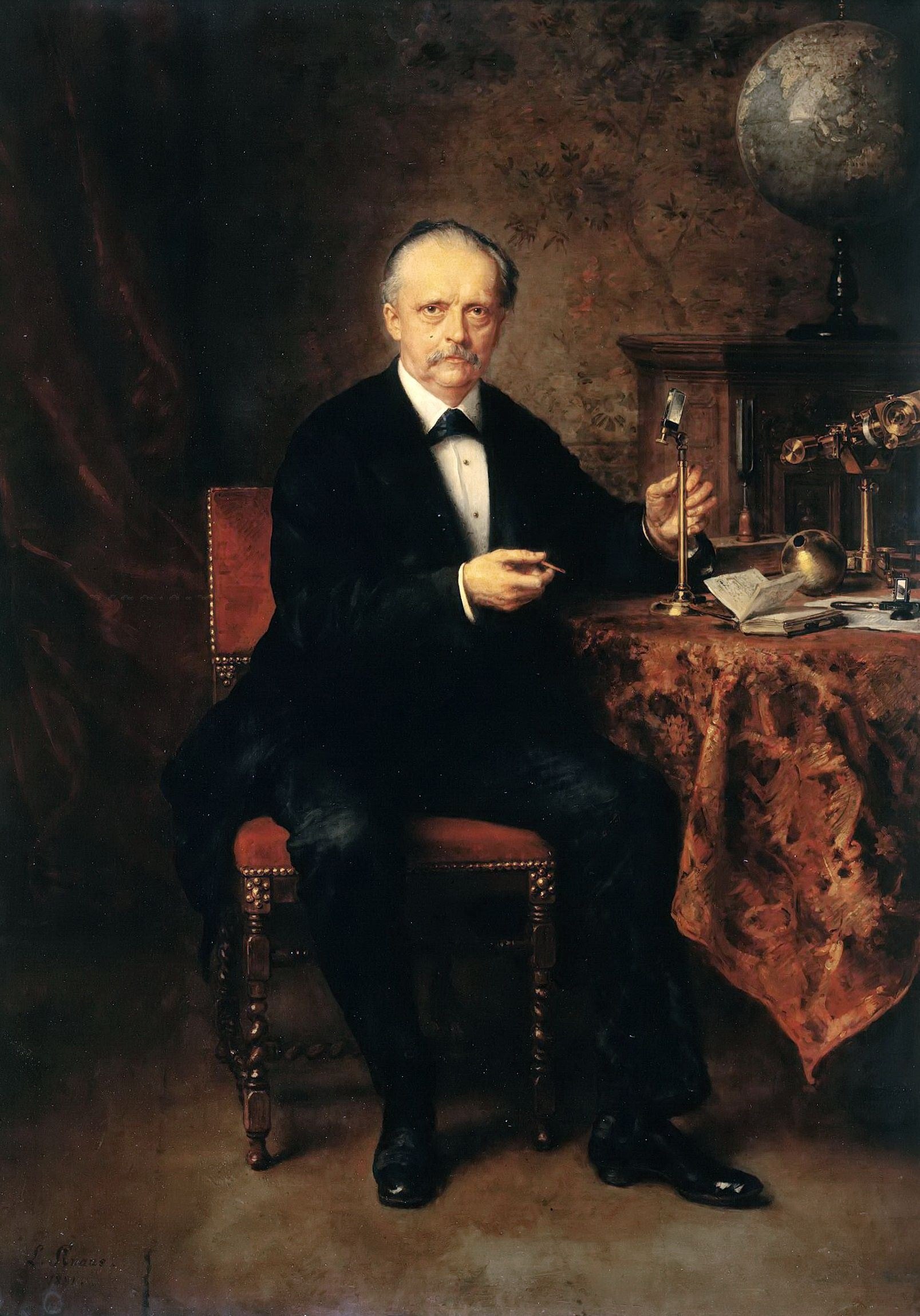
Hermann von Helmholtz representado como un hombre de ciencia en un cuadro de 1881.

El fisiólogo y físico alemán Hermann von Helmholtz retomó y profundizó el principio de conservación de la fuerza que habían introducido Huygens y Leibniz, y definió la noción de «fuerza conservativa» en mecánica. Con base en este principio, desarrolló un argumento para justificar la idea de que todos los fenómenos de la naturaleza pueden estar relacionados con la misma fuerza, idea que será retomada en el marco más filosófico del monismo naturalista. De hecho, el principio de conservación de la fuerza implica una cierta unidad del mundo físico. La ambición del propio Helmholtz en su ensayo de 1847 era mostrar que los fenómenos conocidos en su época podían unificarse bajo la égida de una entidad que se conserva.
Fue en 1847, en una época en la que la termodinámica comenzaba a tomar forma, cuando Helmholtz publicó sus memorias sobre la conservación de la fuerza (Über die Erhaltung der Kraft). Procede a una generalización de la «fuerza viva» (ahora llamada energía cinética), que Leibniz ya había establecido se conservaba durante la colisión elástica de dos cuerpos. En los casos más complicados de un cuerpo que pasa de una posición a otra durante su movimiento, Helmholtz demuestra que es posible establecer una relación de igualdad entre la variación de la fuerza viva (notada como mv², donde m significa la masa y v la velocidad) y otra cantidad que Helmholtz denominó «suma de las fuerzas de tensión (Spannkräfte) entre estas dos posiciones». Lo determinante de este resultado es que la igualdad obtenida no se refiere a dos cantidades, sino a sus variaciones entre un determinado estado inicial y un estado final, siendo estas variaciones también de signo opuesto. Ahora bien, si dos cantidades sufren variaciones iguales de signo opuesto en un mismo proceso es porque su suma no varía y permanece constante.
La fuerza, así definida como fuerza conservativa, se convierte así en una noción cercana a la de la materia, que permanece idéntica a sí misma aunque experimente transformaciones. Esta comparación con la persistencia de la materia, cuyas modificaciones de estado (sólido, líquido, gaseoso) sólo corresponden a modificaciones estructurales, también la continuó Helmholtz en su estudio de los procesos eléctricos, el magnetismo, el electromagnetismo y luego los procesos fisiológicos. Apoyaba la idea de un principio único que rige todos los fenómenos, y del cual la materia es sólo una manifestación. También respaldaba las posiciones de autores como Schelling o Schopenhauer que identifican la fuerza (Kraft) con aquello que constituye la esencia de la materia, aquello por lo que ésta llena parte del espacio manifestando determinadas propiedades. Sin embargo, es en el contexto del monismo naturalista y del evolucionismo donde se afirma la idea de que la naturaleza consiste esencialmente en el desarrollo de una misma fuerza cuya cantidad permanece constante.

### Spencer y la fuerza como «principio de principios»

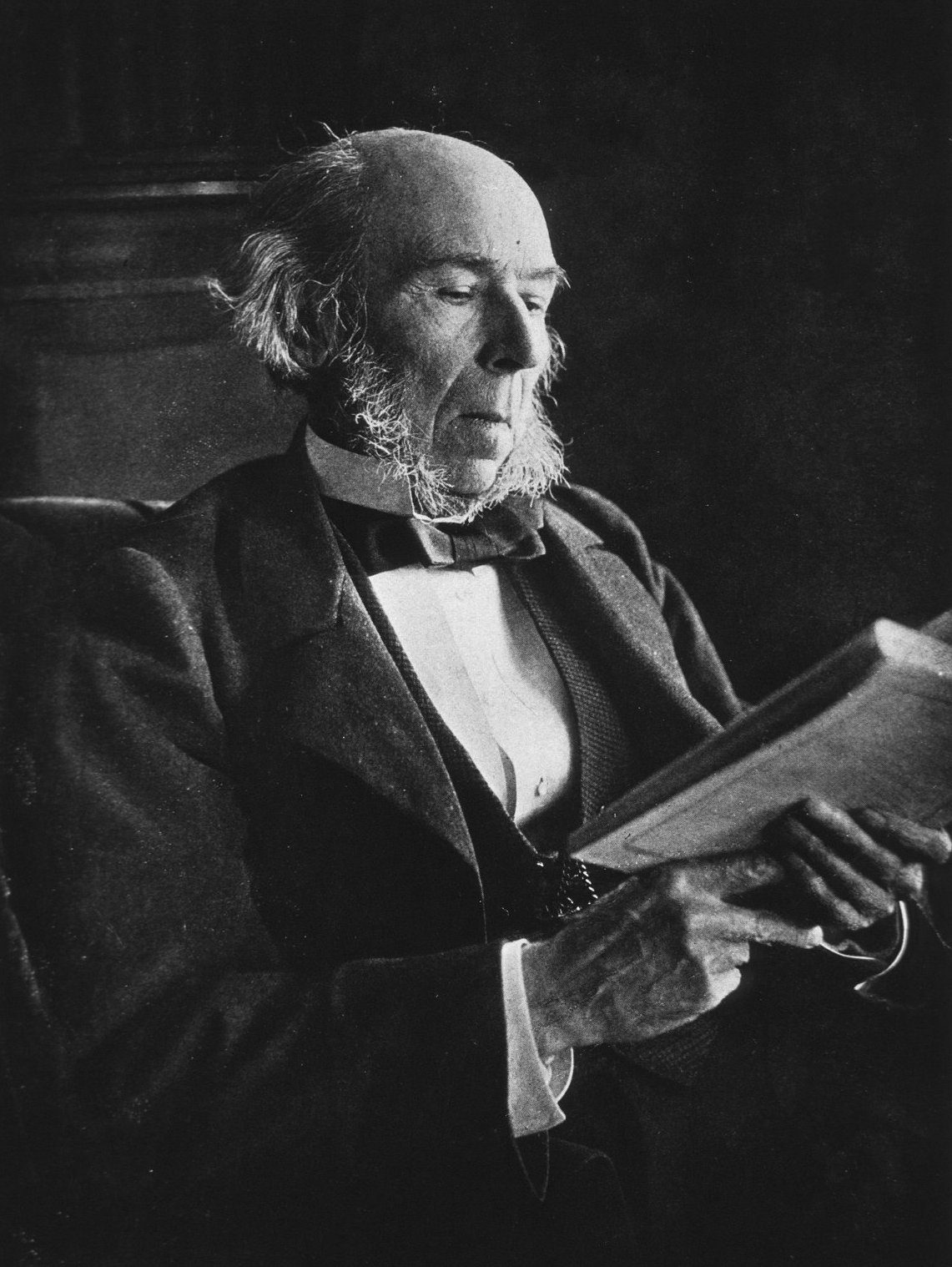
Herbert Spencer a la edad de 73 años.

La obra del filósofo inglés Herbert Spencer es inseparable de la ideología del progreso que dominó en los círculos académicos en la segunda mitad del siglo XIX. Desarrolló una doctrina que él mismo llamó evolucionismo y que se inspiró en parte en el trabajo científico de Charles Darwin. Generaliza la noción de evolución a todo el cosmos y compara la naturaleza con un organismo vivo cuyo desarrollo consiste en un cambio de lo «homogéneo» hacia lo «heterogéneo», un cambio de estructura que pasa de lo simple a lo complejo, y que en ningún caso corresponde a una modificación de sustancia. Este desarrollo se rige en su conjunto por las dos leyes que son la indestructibilidad de la materia y la continuidad del movimiento, que a su vez derivan de la ley de la persistencia de la fuerza, ley fundamental de la naturaleza.
Por tanto, es dentro de un marco evolutivo y monista que Spencer retoma la idea de conservación de la fuerza, considerando la «Fuerza» como el «principio de principios». La materia y el movimiento son sólo para él «manifestaciones de Fuerza condicionadas de forma diferente». Esta fuerza presenta dos formas distintas para nuestra percepción: «La fuerza intrínseca por la cual un cuerpo se nos muestra ocupando espacio, y la fuerza extrínseca que llamamos “energía”». En 1862, en Los primeros principios, Spencer formuló finalmente la famosa «ley de la evolución» que presenta todas las transformaciones asociadas a la evolución (luego la disolución por venir) como consecuencias de la continua redistribución de la materia y del movimiento del cual la Fuerza constituye el principio único.
El concepto spenceriano de fuerza es la idea final a la que nos conduce el análisis de la evolución del mundo y sus manifestaciones actuales. Pero la naturaleza de esta fuerza, que constituye el fundamento del espíritu y la materia, es en sí misma incognoscible, y el conocimiento físico que tenemos de ella no es más que «un efecto condicionado de una causa incondicionada, la realidad relativa que nos indica una realidad absoluta». Spencer retoma así la distinción kantiana entre fenómenos y la «cosa en sí», que para él se solapa con la distinción entre los efectos y las causas, afirmando así la incapacidad de la ciencia para conocer la naturaleza incondicionada de la Fuerza. Por lo tanto, la ciencia se limita al estudio de sólo las «manifestaciones» de este incognoscible. Para Spencer, la concepción mecánica del universo como un conjunto de relaciones dinámicas —relaciones matemáticas entre cambios físicos— es compatible con el reconocimiento de este misterioso principio. Por tanto, el evolucionismo puede lograr una forma de síntesis entre las concepciones materialistas y mecanicistas de la naturaleza, que enfatizan la idea de persistencia del movimiento, y el idealismo alemán en sus aspectos vitalistas (Naturphilosophie).

### Ratzenhofer y la «dinámica social»

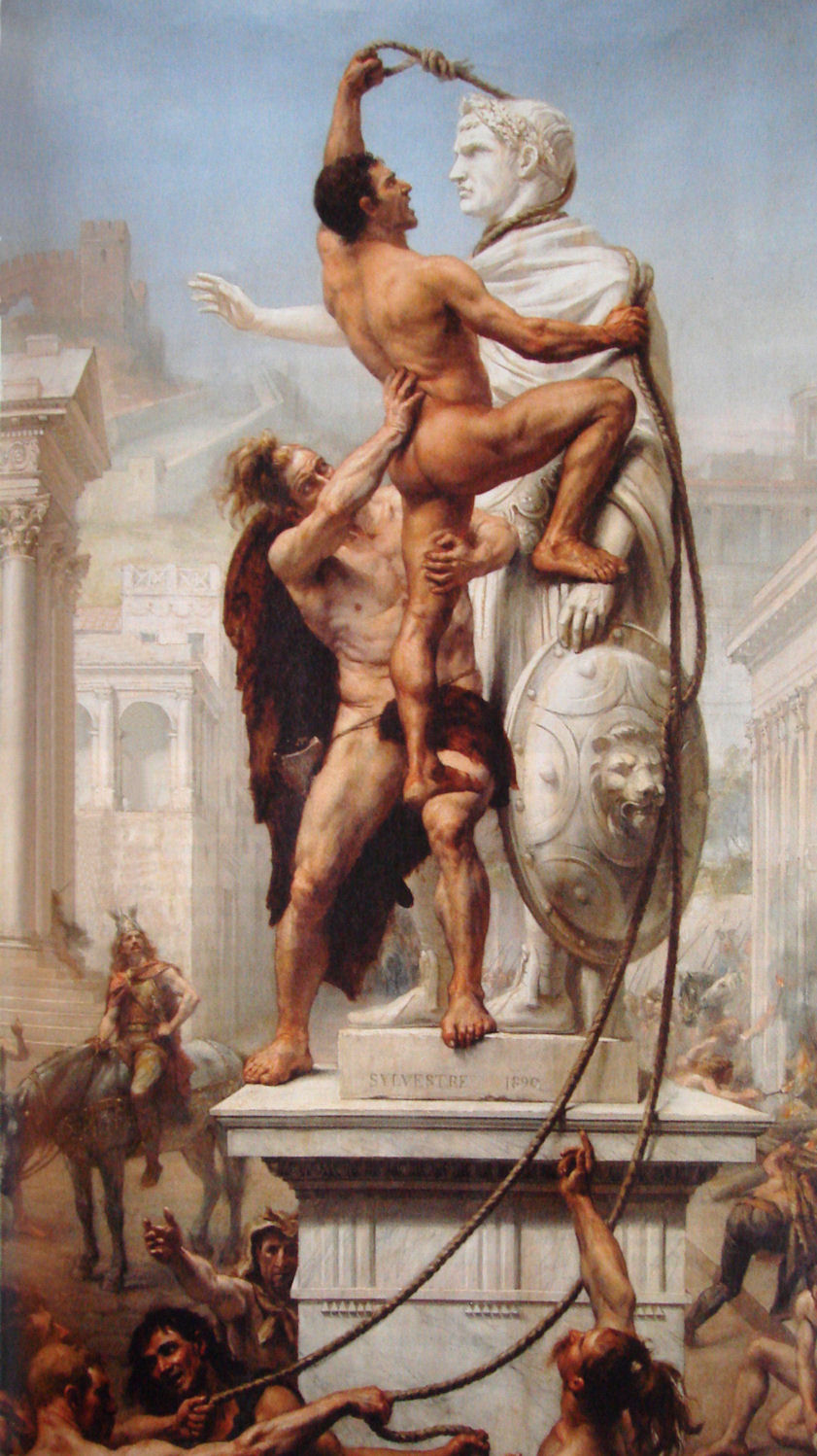
Según Ratzenhofer, una sociedad sólo evoluciona a través de luchas entre fuerzas egoístas.

Gustav Ratzenhofer es un oficial de alto rango del ejército austríaco, filósofo, politólogo y sociólogo de la segunda mitad del siglo XIX, influido por las teorías positivistas y empiristas de Auguste Comte y John Stuart Mill, así como por el evolucionismo social de Spencer y las ideas racialistas de Ludwig Gumplowicz. Sus obras son bastante representativas de la tendencia intelectual de su época y de su entorno a sistematizar el uso de la noción de fuerza para justificar, desde una perspectiva naturalista, una ideología política nacionalista, de corte racista, que propugna una cierta jerarquía entre los hombres de la sociedad, así como entre las propias sociedades. Para Ratzenhofer, esta jerarquía debe organizarse de acuerdo con las capacidades de los individuos y las sociedades para movilizar la mayor cantidad de fuerzas en su beneficio.
La idea de jerarquía de fuerzas es constitutiva en la «dinámica social» de Ratzenhofer, que se presenta como una teoría «positiva», monista y naturalista del mundo. Ratzenhofer parte del principio de que ningún fenómeno, ni siquiera cultural o civilizatorio, escapa al determinismo de la naturaleza, cuya fuerza corresponde al poder de constreñir. En este sentido, establece «leyes de la evolución social», equivalente a las leyes naturales de la evolución biológica. Su famosa «ley de hostilidad absoluta» constituye la piedra angular de esta teoría. Se basa en la idea de que las fuerzas egoístas —individuales o colectivas— son las verdaderas fuerzas impulsoras de los organismos naturales y sociales:
«Todo ser orgánico, y lo que de él procede [las formaciones sociales], tiene tendencia a crecer, a desarrollarse orgánicamente; extendiéndose en el espacio, entra en conflicto con su entorno de manera mecánica y, al tener que satisfacer necesidades, lo hace activamente. El crecimiento y la necesidad son las causas de esta hostilidad de los seres entre sí; una enemistad que es absoluta, ya que estas causas están dadas, de manera inalienable, con la existencia de los seres».
La ley de la hostilidad absoluta, una vez admitida, debería permitir medir objetivamente las fuerzas que actúan en el tejido social y que son la fuente del poder político de una nación.
Según Ratzenhofer, la función principal de la política es armonizar estas fuerzas y canalizarlas a través de una idea impulsora, en forma de un mito movilizador que se supone expresa la personalidad política de la nación. Por tanto, se debe analizar los impulsos de los hombres y luego clasificarlos según su «personalidad política», para luego predecir, según las circunstancias, las consecuencias de movilizar tal o cual impulso. La fuerza de la voluntad social apoyada por el Estado otorga todo su potencial a los impulsos políticos individuales.

## Nietzsche y la fuerza como voluntad de poder

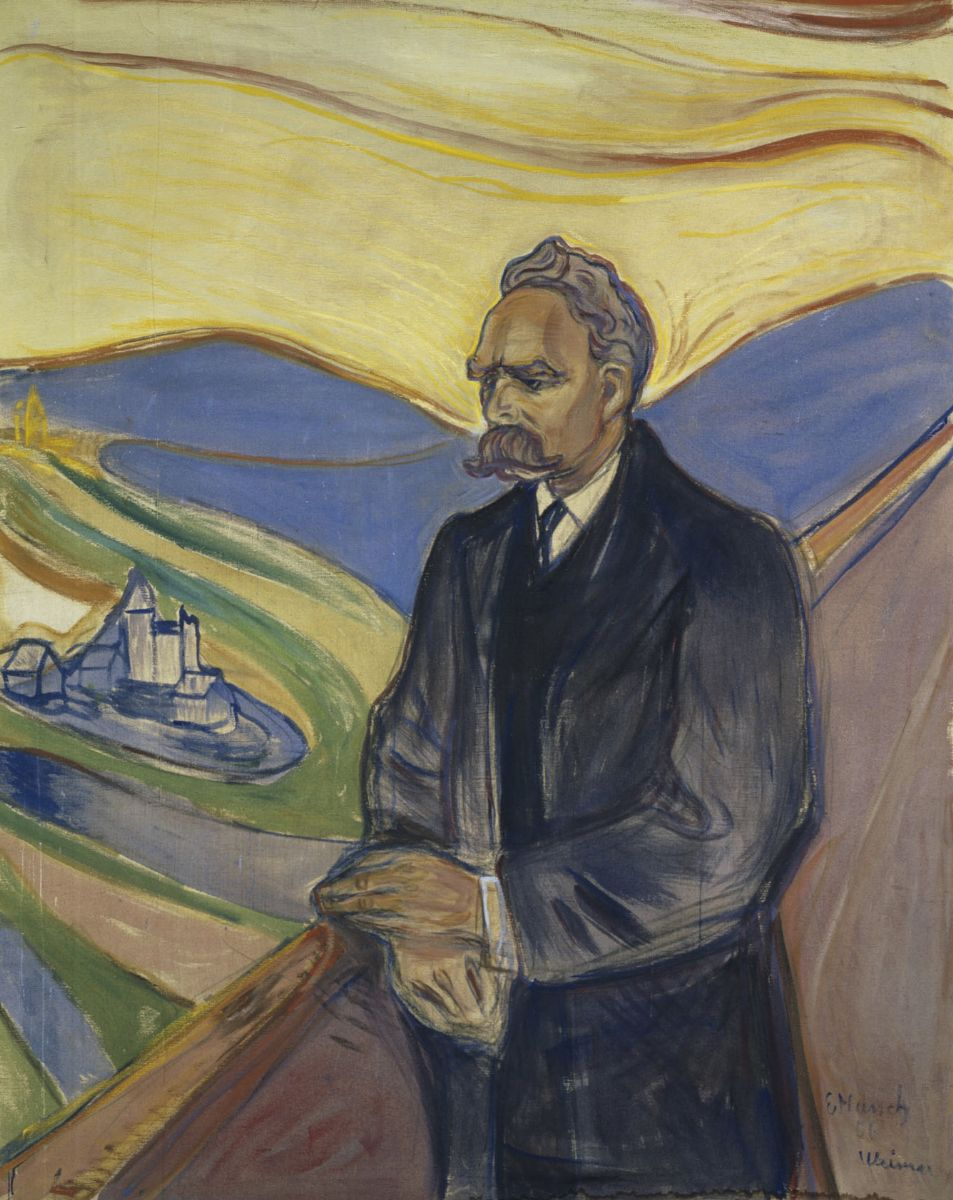
Retrato expresionista de Friedrich Nietzsche por Edvard Munch.

Como ocurre con los románticos alemanes, la noción de fuerza es ante todo una metáfora de Friedrich Nietzsche que no apunta a una entidad última en sentido estricto. También está muy alejado del concepto científico de «fuerza motriz», pero es comparativamente cercano al de «energía». Lo utiliza especialmente para describir la lógica que anima a los seres vivos.
Nietzsche considera la fuerza como una expresión de la voluntad de poder que abarca las pulsiones, los instintos y la producción de efectos. Al respecto, precisa que la fuerza se expresa en el esfuerzo por superar las resistencias, de acuerdo con la estructura oposicional de la voluntad de poder. En su Genealogía de la moralidad, da la siguiente definición:
«Un quantum de fuerza es un quantum idéntico de impulso, de voluntad, de producción de efectos —es más, no es en absoluto otra cosa que precisamente este impulso, esta voluntad, este ejercicio mismo de los efectos».
La noción de fuerza permite en primer lugar significar la dimensión cuantitativa de la realidad, una connotación que está ausente de los términos más psicológicos de instinto, impulso o afecto. Es desde esta perspectiva de cuantificación que Nietzsche introduce en su filosofía la noción de «cuantos de fuerza», y después la de «cuantos de potencia». Esta aproximación cuantitativa a la realidad debe hacer posible una descripción de la multiplicidad del mundo en términos de diferencia de grado, y ya no de naturaleza. También permite describir la búsqueda de la elevación del tipo humano como una acumulación de fuerzas:
«La formación, según tengo entendido, es uno de los medios de la enorme acumulación de fuerzas de la Humanidad, para que las generaciones puedan seguir construyendo sobre el trabajo de sus antepasados, de la que salen no sólo externamente, sino internamente y orgánicamente, más fuertes».
Además, la dimensión cuantitativa asociada a la noción de fuerza es la que ilumina el significado que Nietzsche da a la relación jerárquica entre el «fuerte» y el «débil», nociones relativas en las que insiste en La gaya ciencia:
«La noción de hombre fuerte y hombre débil se reduce al hecho de que, en el primer caso, se ha heredado mucha fuerza: es una suma; en el otro, todavía poca. Atavismo insuficiente, la fragmentación del legado heredado, la debilidad pueden ser un fenómeno del principio: todavía poca; o un fenómeno del final: nada de nada».
La cuestión central en la evaluación de los grados de fuerza es, en efecto, la de la jerarquía, entre los hombres por supuesto, pero también dentro del hombre. Nietzsche interpreta al hombre mismo como una agrupación jerárquica de fuerzas: «de modo que hay quienes mandan, pero quienes mandan también deben proporcionar a quienes obedecen todo lo que sirva a su subsistencia, para que ellos mismos estén condicionados por la existencia de estos últimos».
Pero lejos de expresarse en forma de enfrentamiento físico violento y brutal, es en el terreno axiológico, en la capacidad de desprenderse de los valores reinantes y de crear valores nuevos, que según Nietzsche se encuentran los grados supremos de fuerza.

## Fuerza vital y vitalismo

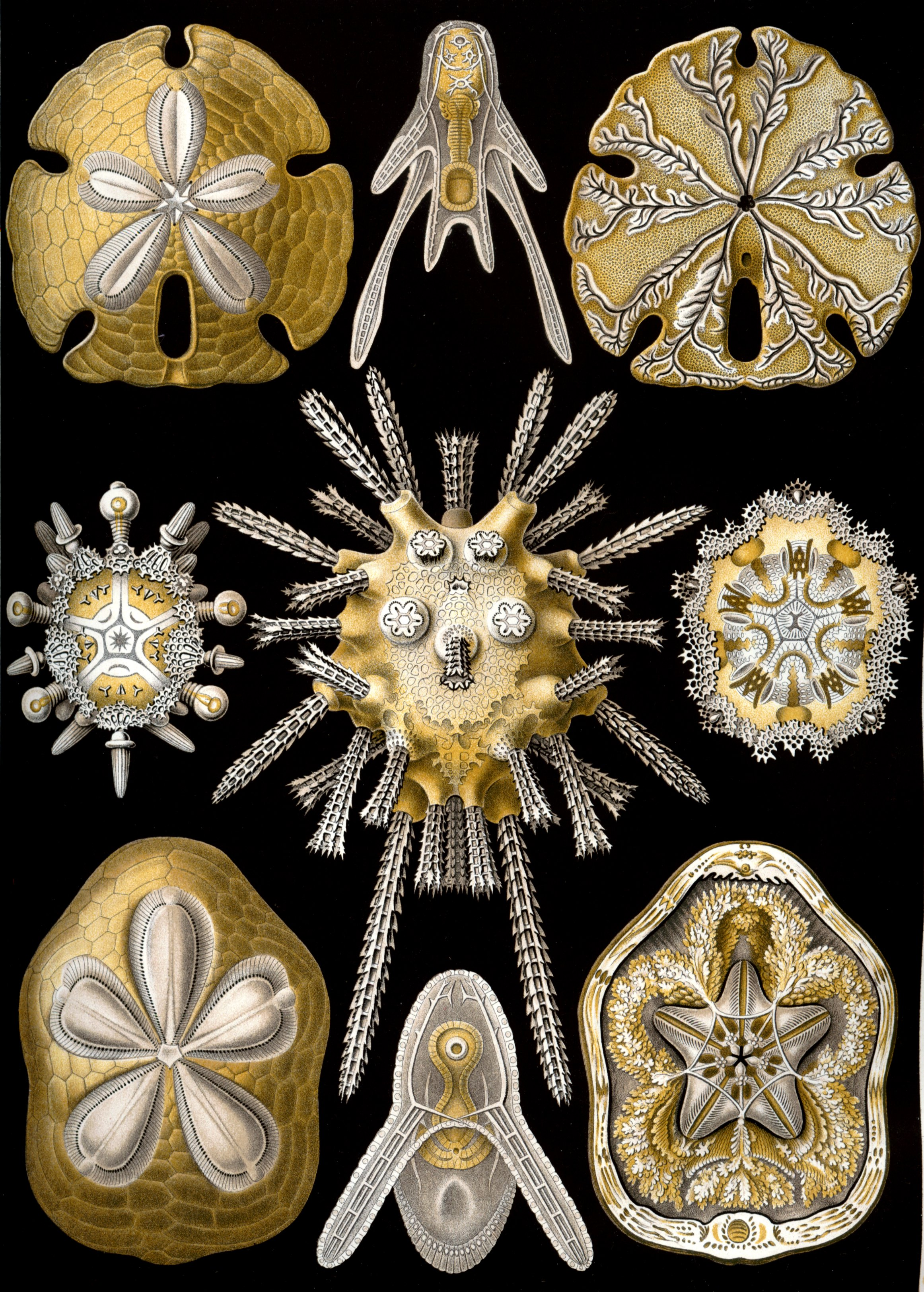
El desarrollo de los organismos parece estar regido por una fuerza específica de los seres vivos que actúa según un plan.

En el siglo XIX, la noción de fuerza tendía a complementarse en mecánica con los términos científicamente mejor definidos de «trabajo» o «energía cinética», pero adquirió toda su importancia en las ciencias de la vida bajo el término «fuerza de vida».
El principio de fuerza vital es el concepto central del vitalismo, que se difundió durante el siglo XVIII tras el desarrollo de la embriología, la teoría de la herencia y el estudio de la regeneración. En esta época, el filósofo leibniziano Christian Wolff, que defendía la existencia de una finalidad en la naturaleza, ya evocaba la acción de una vis esentialis (‘fuerza esencial’) que asumía la función tradicionalmente atribuida a Dios o al alma en la producción, desarrollo y comportamiento de los seres vivos. Sin embargo, a finales del siglo XVIII, el vitalismo decayó ante el desarrollo de enfoques materialistas y mecanicistas derivados de la Ilustración, particularmente en Francia, pero experimentó un renacimiento en Alemania a raíz de una filosofía romántica de la naturaleza (Naturphilosophie), con, por ejemplo, Lorenz Oken, Johann Christian Reil y Gottfried Reinhold Treviranus.
Fue más tarde con el biólogo y filósofo Hans Driesch cuando el vitalismo se constituyó como teoría científica sobre el principio de «fuerza de vida», a finales de los siglos XIX y XX. El desarrollo de los organismos está para Driesch gobernado por una fuerza específica de los seres vivos que actúa según un plan preestablecido, a pesar de las fuerzas disruptivas provenientes del exterior que pueden obstaculizar su desarrollo.
Al mismo tiempo, el botánico y filósofo natural Johannes Reinke desarrolló una concepción neovitalista de la naturaleza orgánica basada en el principio de las fuerzas internas de los seres vivos, a la que denominó «dominantes», y que rigen los procesos direccionales a los que están sujetos. Los fenómenos biológicos están, pues, dominados por fuerzas reguladoras que los distinguen de los mecanismos de una máquina. Este nuevo vitalismo admite, a diferencia del antiguo, que el organismo vivo tiene la estructura de una máquina, porque precisamente considera que tiene algo más que una estructura: tiene una actividad autorreguladora. El organismo vivo es un ser autónomo; la máquina, por el contrario, no es nada sin su diseñador o su operador y, por tanto, no puede ser suficiente por sí misma. Para Reinke, el modelo mecanicista de la fuerza conduce necesariamente a la idea de un ser que, desde fuera, regula el desarrollo del organismo, una hipótesis dualista y teísta que el nuevo vitalismo debería permitir superar.